# Playa de Cobijero
La playa de Cobijeru, (en Asturiano: Playa de Cobiḥeru) es una playa interior de la localidad de Buelna, en el concejo asturiano de Llanes, España. Se encuentra situada dentro del Monumento Natural conocido con el nombre de Complejo de Cobijeru. Este complejo, comprende una extensión de 8,73 hectáreas, fue declarado por el Decreto 140/2001 Monumento Natural el 5 de diciembre de 2001 e incluido en el Paisaje Protegido de la Costa Oriental de Asturias.

## Descripción
Situado a 300 metros al oeste de la localidad de Buelna, el Complejo, considerado una singularidad geomorfológica del litoral de Llanes,  está formado por:
- La depresión de sustrato calcáreo  en la cual está ubicada la playa de Cobijeru, también conocida como playa de Las Acacias. Presenta unas reducidas dimensiones, tiene la particularidad de estar aislada de la costa, conectando con el mar a través de una grieta de decenas de metros, estando la playa sujeta a mareas y oleaje.

Por el norte, la playa está separada de la costa por un resalte rocoso erosionado dando lugar por un  lado a un arco de piedra, al que se  llama “Puente Caballo”, y por otro a la apertura de un bufón.
Por el sur, desagua un pequeño arroyo que tiene su cauce excavado en piedra caliza. El arroyo presenta un bajo caudal, pero en ocasiones puntuales puede aumentar considerablemente, causando destrozos en formación arenosa producida por el oleaje. Este desagüe constituye un entorno similar a un estuario.
- La depresión que se conoce como playa de El Molín. Se asemeja mucho a la playa de Cobijeru pero su suelo es fangoso, con vegetación. Además en él existe un antiguo molino de marea. Ambas playas se han formado en dos dolinas próximas a la línea costera con sendas galerías subterráneas que comunican el fondo de la dolina con el mar, hecho que explica la entrada de agua en  la marea alta. Archivado el 1 de julio de 2010 en Wayback Machine..
- La cueva de Cobijeru, de origen kárstico, situada al oeste de la anterior playa de El Molín. En su interior se pueden observar estalactitas y estalagmitas, así como sedimentos fangosos.
- El entorno de ambas depresiones kársticas, que al presentar las calizas del substrato diferentes capas de depósitos cuaternarios, se ha dado lugar a un suelo fértil que hace da lugar a una espléndida vegetación con praderías e incluso tierras óptimas para la labranza.
- El acantilado que por el norte separa la línea costera.